# The Swinger
The Swinger è un album di Zoot Sims, pubblicato dalla Pablo Records nel 1981.

## Tracce
Lato A
1. The Moon Is Low – 6:31 (Nacio Herb Brown, Arthur Freed) – Registrato il 10 e 11 dicembre 1979 a Hollywood, California
2. Now I Lay Me Down to Dream of You – 5:58 (Andy Kirk) – Registrato il 13 maggio 1980 a New York City, New York
3. On the Alamo – 5:33 (Isham Jones, Gus Kahn) – Registrato il 10 e 11 dicembre 1979 a Hollywood, California
4. Danielle – 3:31 (Al Cohn) – Registrato il 10 e 11 dicembre 1979 a Hollywood, California

Lato B
1. Mr. J.R. Blues – 7:39 (Zoot Sims, Jimmy Rowles) – Registrato il 10 e 11 dicembre 1979 a Hollywood, California
2. Jeep Is Jumping – 5:34 (Duke Ellington, Johnny Hodges) – Registrato il 10 e 11 dicembre 1979 a Hollywood, California
3. I Got a Woman Crazy for Me (She's Funny That Way) – 4:25 (Neil Moret, Richard Whiting) – Registrato il 10 e 11 dicembre 1979 a Hollywood, California
4. Dream of You – 3:55 (Jimmy Lunceford, Edward P. Moran) – Registrato il 10 e 11 dicembre 1979 a Hollywood, California

## Musicisti
A1, A3, A4, B1, B2, B3 e B4
- Zoot Sims - sassofono tenore
- Ray Sims - trombone, voce
- Jimmy Rowles - pianoforte
- John Heard - contrabbasso
- Shelly Manne - batteria

A2
- Zoot Sims - sassofono tenore
- Ray Sims - trombone, voce
- Jimmy Rowles - pianoforte
- Michael Moore - contrabbasso
- John Clay - batteria[3]